# Днепропетровский завод металлоконструкций имени И. В. Бабушкина
Днепропетровский завод металлоконструкций имени И. В. Бабушкина — одно из крупнейших промышленных предприятий Днепра.

## История
Предприятие возникло в 1890 году, как мостовое отделение Александровского Южно-Российского железоделательного и железопрокатного завода Брянского акционерного общества в Екатеринославе, производительность которого первоначально составляла около 10 тысяч тонн клепаных металлоконструкций в год.
После того, как в 1912—1914 годы был построен отдельный мостовой цех, производительность увеличилась до 16 тысяч тонн мостов и металлоконструкций в год.
В 1917 году численность рабочих завода составляла около 11 тысяч человек.
Рабочие завода стали главной силой восстания против Центральной рады в Екатеринославе, которое началось 29 ноября 1917 года. После установления в городе Советской власти 11 января 1918 года на заводе был создан административный центр - "Брянский Совнарком" из 15 человек.
В марте 1918 года завод был национализирован. В дальнейшем, на предприятии был установлен рабочий контроль, введены меры по охране труда и противодействию саботажу.
В связи с приближением к городу австро-германских войск часть заводского оборудования была эвакуирована, на заводе были сформированы десять отрядов Красной гвардии, под руководством М. Числова и В. Марочкина были построены несколько бронеплощадок и начато переоборудование эшелонов в бронепоезда. Один построенный на заводе бронепоезд был отправлен на помощь донецким рабочим, ещё три - в Поволжье. Сформированные на заводе рабочие отряды Красной гвардии с боями прошли от завода в Екатеринославе через Гришино и Матвеев Курган до Новочеркасска.
В 1920 году началось восстановление завода. После окончания гражданской войны завод был реконструирован.
В 1930 году цех был выделен из состава Днепропетровского металлургического завода им. Г. И. Петровского в самостоятельное предприятие и получил новое наименование: Днепропетровский завод металлоконструкций. Производительность завода в 1930 году составляла 25 тысяч тонн мостов и металлоконструкций в год.
В 1930-е годы завод оказал значительную помощь в выполнении индустриализации СССР, на предприятии изготавливали кожухи доменных печей, кауперы, заградительные щиты для электростанций, металлоконструкции промышленных зданий, а также мосты и эстакады.
В 1939 году именно здесь, под руководством Евгения Патона впервые в СССР началось освоение автоматической сварки под слоем флюса.
Довоенная производительность завода составляла 30 тысяч тонн клёпаных и сварных мостов и металлоконструкций в год.
После начала Великой Отечественной войны в связи с приближением к городу линии фронта часть оборудования завода была эвакуирована на восток страны. В период немецкой оккупации завод был разрушен, в 1943 году началось его восстановление, после окончания войны завод был реконструирован на новой технической базе.
В начале 1947 года завод достиг объёма производства довоенного 1940 года.
2 декабря 1947 года завод был награждён орденом Трудового Красного Знамени за успешное выполнение задания правительства по восстановлению чёрной металлургии юга страны.
В конце 1950 года завод превысил довоенные объёмы производства и досрочно выполнил четвёртый пятилетний план восстановления и развития народного хозяйства СССР (1946—1950).
К началу 1980-х годов почти все металлургические изделия изготавливались с применением электросварки, на заводе работали несколько механизированных линий (сборки и сварки двутавровых балок, предварительной стыковки металлических листов, резки сортового металла), в производство были внедрены плазменная резка, чистовая безрешёточная резка металла с помощью кислорода, сварка с металлическими и химическими примесями, электрошлаковая сварка металла большой толщины и ряд других технологий.
Основной продукцией предприятия являлись стальные строительные конструкции для строительства объектов чёрной металлургии и машиностроения.

### После 1991
После провозглашения независимости Украины завод был акционирован.
1 сентября 1993 года находившееся на балансе завода ПТУ № 21 (с общежитием и столовой) передали в коммунальную собственность города⦁	.
2003 год завод закончил с убытком 5,132 млн гривен, сократив чистый доход на 22,33% по сравнению с 2002 годом⦁	. В ноябре 2004 года НПФ "Днепротехмаш" и "Крок-ГТ" продали контрольный пакет (99,8% акций) завода "Индустриальный союз Донбасса"⦁	. 2004 год ДЗМК завершил с прибылью в размере 86 тыс гривен.⦁	.
В 2007 году завод увеличил объёмы производства на 5,11% в сравнении с уровнем 2006 года и изготовил 22,876 тысяч тонн металлоконструкций⦁	.
Начавшийся в 2008 году экономический кризис и вступление Украины в ВТО 16 мая 2008 года осложнили положение завода (отмена квоты на импорт украинской металлопродукции в страны Евросоюза не привела к значительному увеличению экспорта металлопроката в ЕС⦁	, при этом импорт металлопроката на Украину увеличился⦁	).
В 2009 году завод изготовил 8564 тонн и отгрузил заказчикам 8849 тонн металлоконструкций⦁	.
В 2010 году завод изготовил 7547 т и отгрузил заказчикам 5889 т металлоконструкций⦁	.
2011 год завод завершил с убытком в размере 4,579 млн гривен, численность работников сократилась с 753 до 746 человек. Производственные мощности ДЗМК составляли 65 тысяч тонн металлоконструкций в год⦁	. В ходе выполнения программы технического перевооружения, в 2011 году на заводе были установлены и введены в эксплуатацию четыре единицы металлорежущего оборудования (линии сверления, маркировки, плазменной и кислородной резки листа, сортового металлопроката и уголка). В 2012 году завод являлся одним из трёх промышленных предприятий Украины, способных выпускать тяжёлые мостовые конструкции (производительность составляла 500 тонн мостовых конструкций в месяц)⦁	.
28.04.2017 года завод было переименован в "Завод металлоконструкций "УКРСТАЛЬ ДНЕПР"
В настоящее время завод успешно работает на рынке металлоконструкций, специализируясь на изготовлении особо сложных металлоемких конструкций, в составе Группы предприятий УКРСТАЛЬ под управлением компании УКРСТАЛЬ КОНСТРУКЦИЯ. 
Помимо УКРСТАЛЬ ДНЕПР в состав группы УКРСТАЛЬ входят заводы УКРСТАЛЬ ЗАПОРОЖЬЕ, УКРСТАЛЬ ЖИТОМИР, Металлист, предприятия УКРСТАЛЬМОНТАЖ, ЦЕНТРОСТАЛЬ-ДОМСТАЛЬ и ЗАГРАНЭНЕРГОКОМПЛЕКТСТРОЙ.

## Современное состояние
Специализация завода УКРСТАЛЬ ДНЕПР — изготовление мостовых металлоконструкций и конструкций для тяжёлой промышленности, в том числе для металлургической, химической, оборонной и горнодобывающей отраслей.